# Arvo Askola
Arvo Askola (* 2. Dezember 1909 in Valkeala; † 23. November 1975 in Kuusankoski) war ein finnischer Leichtathlet.
Askola gewann bei den Europameisterschaften 1934 in Turin hinter seinem Landsmann Ilmari Salminen und vor dem Dänen Henry Nielsen die Silbermedaille im 10.000-m-Lauf. 1936 gewann er olympisches Silber in derselben Distanz, wobei er sich um nur zwei Zehntelsekunden Salminen geschlagen geben musste. 1936 wurde er auch finnischer Meister im Geländelauf (über 8 Kilometer).